# Benjamin Stolz
Benjamin Stolz (* 10. März 1988) ist ein deutscher Synchronsprecher, Hörspielsprecher sowie Sprecher für Videospiele und andere audiovisuelle Medien.

## Leben
Stolz wuchs in der Nähe von Hannover auf und legte 2007 sein Abitur ab. Er bildete sich im Synchronsprechen in den Studios von Lunatic Synchron unter Volker Gerth fort und absolvierte ein Synchronschauspiel- und Mikrofontraining in den Studios der Hamburger Synchron unter Peter Minges. In dem Berliner Studio TV+Synchron durchlief er zudem Sprechtrainings für verschiedene Sprechformate, wie etwa Trickfilm- und Realfilmsynchronisation, Hörspiele, Hörbücher oder Voice-over, u. a. unter Carmen Molinar, Christian Rode, Irina von Bentheim und Peter Minges.

## Synchronrollen (Auswahl)

### Filme
- 2013: Hooligans 3 – Never Back Down als Joey (Billy Cook)
- 2013: Cavemen - Singles wie wir als Pete Collins (Kenny Wormald)
- 2016: Der Wert des Menschen als Matthieu (Matthieu Schaller)
- 2016: Urge – Rausch ohne Limit als Danny (Nick Thune)
- 2017: Naruto Shippuden - The Movie 5: Blood Prison als Muku / Satori
- 2017: A Silent Voice als Tomohiro Nagatsuka
- 2018: Mid90s als Fuckshit (Olan Prenatt)
- 2018: My Hero Academia: Two Heroes als Denki Kaminari
- 2019: Dave Made a Maze als Dave (Nick Thune)
- 2020: The Dragon Dentist als Shuuzou Satou
- 2020: Bataillon der Verdammten – Die Schlacht um Jangsari als Ki Ha-Ryun (Kim Sung-Cheol)
- 2021: Cencoroll Connect als Tetsu
- 2021: My Hero Academia: Heroes Rising als Denki Kaminari
- 2022: My Hero Academia: World Heroes' Mission als Denki Kaminari
- 2023: Low Tide als Smitty (Daniel Zolghadri)

### Serien
- 2010: Dance in the Vampire Bund als Hikosaka
- 2014: Tenkai Knights als Guren Nash
- 2015: Glue als Chris (Dean-Charles Chapman)
- 2015: Akame ga Kill! als Lubbock
- 2016: Yo-kai Watch als Kyubi
- 2017: Power Rangers Dino Super Charge als Riley Griffin/Grüner Ranger (Michael Taber)
- 2017: Naruto Shippuden als Mikoshi
- 2017: Rokka: Braves of the Six Flowers als Adlet Mayer
- 2017: Der Zauberschulbus ist wieder unterwegs als Ralphie Tennelli
- 2017: True und das Regenbogenreich als Zee
- seit 2018: My Hero Academia als Denki Kaminari
- 2018: Granblue Fantasy als Gran
- 2018: Hunter × Hunter als Pokkle
- 2018: Voll zu spät! als Mats
- 2019: Clique als Calum McGowan (Nicholas Nunn)
- 2019: Boruto: Naruto Next Generations als Shizuma Hoshigaki
- 2019: Detektei Layton: Katrielles rätselhafte Fälle als Luke Triton
- 2019: Food Wars! Shokugeki no Soma als Terunori Kuga
- 2020: Power Rangers Beast Morphers als Riley Griffin/Grüner Dino Charge Ranger (Michael Taber)
- 2021: So I'm a Spider, So What? als Schlain „Shun“ Zagan Analeit
- 2021: Gleipnir als Shuichi Kagaya
- 2023: Record of Ragnarok als Buddha